# 弘中方明
弘中 方明（ひろなか かたあき）／弘中 就慰（ひろなか なりやす）は、戦国時代から安土桃山時代にかけての武将。大内氏家臣で周防国玖珂郡岩国を本拠とした弘中氏の一門で、防長経略以降は毛利氏家臣となる。兄は弘中隆兼、弘中亦右衛門、弘中忠左衛門。

## 生涯

### 大内氏家臣時代
大内氏家臣である弘中興勝（興兼）の四男として生まれ、安芸国の東西条代官等を務めた長兄の弘中隆兼を補佐した。
天文24年（1555年）10月1日の厳島の戦いに際しては、長兄の隆兼・隆助父子や次兄の亦右衛門らも大内軍を率いる陶晴賢と共に厳島に渡海したが、大内軍は毛利元就が率いる毛利軍に敗北し、弘中隆兼・隆助父子と亦右衛門は10月3日に厳島において戦死した。
厳島の戦いの際には弘中氏の本拠地である周防国玖珂郡岩国に待機していた方明は、厳島の戦いの直後から始まる毛利氏の防長経略では岩国に進軍した毛利軍に抵抗を示さずに降伏し、出家して岩国付近の錦見に所在した琥珀院に入って「三蔵主（さんぞうす）」と名乗った。弘中氏当主であった隆兼父子が厳島の戦いで戦死したことにより、岩国周辺に散在していた弘中氏の所領の大部分は毛利氏の家臣達に分与され、弘中氏は没落することとなった。

### 毛利氏に仕える
毛利氏による防長経略の結果、弘治3年（1557年）4月に大内氏が滅亡し、その後の大内氏や陶氏らの残党討伐や一揆鎮圧も完了すると、方明は毛利氏に召し出されて還俗。同年10月4日に毛利氏の五奉行である赤川元保、粟屋元親、児玉就忠、国司元相、桂元忠によって岩国において20貫文の地を与えられて知行相当の軍役を課されることとなり、以後は児玉就方が率いる毛利水軍に属して各地を転戦した。
還俗して毛利氏家臣となってからの諱については、児玉就方から「方」の偏諱を与えられたとみられる「方明」と、毛利元就から「就」の偏諱を与えられたとみられる「就慰」という2つの諱が伝えられている。なお、出家前の諱は不明である。

### 毛利水軍
永禄4年（1561年）10月26日、豊前国の門司や八幡における大友軍との合戦において、同じく毛利水軍に属する大多和就重、黒川兵部丞、手嶋又五郎、桑原元勝、桑原龍秋、川野七郎左衛門尉、矢野弓助らと共に、方明も負傷しながら武功を挙げた。
同年11月1日に粟屋就方は方明に書状を送り、方明が負傷したと聞いたが大事無いようで何よりと述べると共に、方明の武功について粟屋就方から言上された元就が方明の武功は神妙であるとして状況が落ち着いた後日に元就が書状を送ることとしたことや、児玉就方にも方明に感状を出すように伝えるということを述べている。そして同年11月6日に毛利元就は児玉就方に書状を送り、大多和就重、黒川兵部丞、手嶋又五郎、桑原元勝、桑原龍秋、方明、川野七郎左衛門尉、矢野弓助に褒美を与えるように命じている。
永禄6年（1563年）6月4日、2年前の門司での大友軍との合戦における方明の武功について、児玉就方からの注進を確かに承知し、神妙にして感悦の至りであるとの旨の感状を毛利隆元から与えられる。
元亀2年（1571年）9月15日、小早川隆景が児玉就方と粟屋就方に書状を送って、方明は辛労が続いているが阿波国へ使者として派遣するために急ぎ呼び出すことを命じ、10月21日には毛利輝元も粟屋元定に書状を送り、殊の外の急事であるので急ぎ参上するように方明へ申し聞かせるよう命じている。
同年12月4日、毛利輝元は方明が重ねての阿波国への派遣のための帰還要請を辞退することなく参上したことを喜び、方明の嫡男である一郎を方明の跡目として認めることを粟屋元通と粟屋就方を通じて伝えている。また、12月6日には方明の嫡男である弘中一郎が毛利輝元の加冠状を受けて元服した。
元亀3年（1572年）1月、使者として派遣された阿波国の衆中を毛利方として帰還した方明について、小早川隆景は1月27日に児玉就方、粟屋就方、長井親房へ書状を送り、方明が知行地が少ないながら他国との合戦等でも毎度の様に大変な行き来をしていることから、少し扶助を加えることを毛利輝元に進言するように伝えている。
また、ある年の5月8日には、毛利輝元が方明、櫛橋玄蕃允、賀屋伊豆守、賀屋武勝、賀屋宗友に宛てて書状を送り、安芸国の能美島への2度に渡る出陣における辛労は承知しているが、緩怠無きことを求めている。この書状において宛先となっている各人物はいずれも毛利水軍の警固衆であったと見られ、3人の名が記されている賀屋氏は岩国沖に位置する阿多田島に知行地を持っていた海辺土豪であった。この書状の宛先に出てくる諸氏は大内氏家臣時代には地理的な事情から弘中氏の支配下にあったと推測され、毛利氏はそのような古い体制を温存しながら土豪の懐柔を図って領国支配を進めたことが、この書状の宛先に反映されていると考えられている。また、年不詳12月19日付けで毛利輝元が粟屋元辰を使者として粟屋元通に送った書状においても、方明と賀屋宗友に所用を命じている
没年は不明。嫡男の一郎（吉右衛門）が後を継ぎ、子孫は萩藩（長州藩）士として続いた。